# Cooperativa del Camp (Miralcamp)
La Cooperativa del Camp és una obra de Miralcamp (Pla d'Urgell) inclosa a l'Inventari del Patrimoni Arquitectònic de Catalunya.

## Descripció
Nau d'una sola planta, amb façana simple construïda a mitjan segle xx, amb coronament esglaonat, tractament que recorda l'estil de l'arquitectura industrial, i que reflecteix el tarannà agrícola que el municipi de Miralcamp conserva des d'antic. A la cooperativa s'hi poden adquirir tot tipus de productes autòctons amb denominació d'origen de la contrada.

## Història
Fundada l'any 1945.